# Municipio de Rock Grove (Iowa)
El municipio de Rock Grove (en inglés: Rock Grove Township) es un municipio ubicado en el condado de Floyd en el estado estadounidense de Iowa. En el año 2010 tenía una población de 1766 habitantes y una densidad poblacional de 17,09 personas por km².

## Geografía
El municipio de Rock Grove se encuentra ubicado en las coordenadas 43°10′9″N 92°58′10″O / 43.16917, -92.96944. Según la Oficina del Censo de los Estados Unidos, el municipio tiene una superficie total de 103.32 km², de la cual 103,25 km² corresponden a tierra firme y (0,07 %) 0,07 km² es agua.

## Demografía
Según el censo de 2010, había 1766 personas residiendo en el municipio de Rock Grove. La densidad de población era de 17,09 hab./km². De los 1766 habitantes, el municipio de Rock Grove estaba compuesto por el 98,92 % blancos, el 0,06 % eran afroamericanos, el 0,23 % eran amerindios, el 0,17 % eran asiáticos, el 0,06 % eran de otras razas y el 0,57 % eran de una mezcla de razas. Del total de la población el 1,42 % eran hispanos o latinos de cualquier raza.